# Hemiceras olivenca
Hemiceras olivenca är en fjärilsart som beskrevs av Max Wilhelm Karl Draudt 1933. Hemiceras olivenca ingår i släktet Hemiceras och familjen tandspinnare. Inga underarter finns listade i Catalogue of Life.